# Kvantitativ lempelse
Betegnelsen kvantitativ lempelse (engelsk: Quantitative easing) beskriver en ukonventionel form for pengepolitik, som bruges til at stimulere en økonomi, hvor renteniveauet er tæt på sin nedre grænse.

## Fremgangsmåde
Normalt stimulerer en centralbank økonomien indirekte ved at sænke de pengepolitiske renter, dvs. de renter, som de private banker kan anbringe og låne penge til i centralbanken. Man regner imidlertid normalt med, at der er en nedre grænse for, hvor lave de renter, som en centralbank tilbyder de private banker at placere midler til, kan blive. Ved dette niveau for de pengepolitiske renter mister centralbanken altså muligheden for at lempe yderligere ved traditionelle midler, selvom den økonomiske situation måtte tilsige det (dette er den såkaldte likviditetsfælde). Ønsker en centralbank at stimulere yderligere i den situation, må den bruge utraditionelle midler. Den kan således prøve at påvirke de mere langfristede renteniveauer, der typisk er højere end de helt korte pengepolitiske renter. En måde at gøre dette på er en kommunikationsstrategi: Centralbanken kan annoncere et bestemt, evt. længerevarende tidsrum, hvor den ikke forventer at hæve de pengepolitiske renter. En anden måde er at anvende kvantitative lempelser.
I praksis foregår det ved, at centralbanken bruger penge til at opkøbe finansielle tilgodehavender, såsom stats- og virksomheds-obligationer fra finansielle institutioner (som f.eks. banker). Denne proces kaldes markedsoperationer. Dermed øges pengemængden, og den større efterspørgsel sender kurserne på de pågældende obligationer i vejret, hvilket medfører et tilsvarende rentefald. Herved stimuleres økonomien.
Traditionelt har man regnet med, at den nedre grænse for den nominelle rente ville være 0 %. I løbet af 2015 har bl.a. den danske og den svenske centralbank imidlertid opereret med negative nominelle renter og dermed demonstreret, at den nedre rentegrænse godt kan være et negativt niveau.
Kvantitative lempelser kaldes nogle gange for 'at trykke penge', selvom centralbanken faktisk skaber dem elektronisk ved at øge kreditten på sine egne bankkonti.

## Kritik af kvantitativ lempelse
Kvantitativ lempelses opfinder Richard Werner forklarer i artiklen Quantitative Easing and the Quantity Theory of Credit Arkiveret 14. februar 2021 hos  Wayback Machine, at den form for kvantitativ lempelse, der benyttes af centralbankerne, er en misfortolkning af det oprindelige begreb, Richard Werner pointerer, at den oprindelige tanke med kvantitative lempelse var at øge pengeinstitutternes kreditgivning og derved øge pengemængden, som stimulerer økonomien.
Den form for kvantitativ lempelse, centralbankerne benytter i dag, er mere indirekte, da den blot øger bankernes likviditet. Centralbanken opkøber obligationer fra bankerne og erstatter dem med mere likvide centralbank-reserver. Pengemængden er altså uændret. Centralbankerne håber så, at bankerne i kraft af, at deres likviditet stiger, så øger deres udlån og derved også pengemængden.

## Eksempler
Eksempler på økonomier, hvor denne politik er blevet brugt, omfatter Japan under Det Tabte Årti (1990'erne), og USA og Storbritannien under Finanskrisen 2007-2009. Den 18. marts 2009 meddelte chefen for Federal Reserve, Ben Bernanke, at centralbanken ville trykke 300 mia. $ (ca. 1.700 mia. danske kr.), til yderligere opkøb af amerikanske statsobligationer, og var parat til at mere end fordoble opkøb af realkreditobligationer til op imod på 1.450 mia. $. Også Den Europæiske Centralbank har anvendt kvantitative lempelser. Fra juli 2009 til juni 2010 opkøbte ECB således virksomhedsobligationer for 60 mia. euro, og i november 2011 startede et nyt opkøbsprogram for 40 mia. euro.

## Eksterne links
- N. Blomquist, N.A. Dam og M. Spange (2011): Pengepolitiske strategier ved rentens nedre nulgrænse. Kvartalsoversigt, Danmarks Nationalbank, 4. kvartal 2011, s. 83-98 forklarer baggrunden for kvantitative lempelser og vurderingerne af Bank of Englands, FED's og ECB's kvantitative lempelser.
- Deflation: Making Sure "It" Doesn't Happen Here, tale fra 2002 af den daværende amerikanske centralbankdirektør Ben Bernanke om deflation og tankegangen bag kvantitative lempelser.